# Tuần san Young Jump
Tuần san Young Jump (Nhật: 週刊ヤングジャンプ (Chu san Young Jump) Hepburn: Shūkan Yangu Janpu, tiếng Anh: Weekly Young Jump) ra mắt vào năm 1979, là một tạp chí chuyên về manga của Nhật Bản thường đăng thể loại seinen manga do nhà xuất bản Shueisha phát hành theo dòng tạp chí Jump . Các chương truyện lẻ được đăng trên Tuần san Young Jump  được tập hợp thành khổ tankōbon bởi chi nhánh "Young Jump Comics" vào mỗi 4 tháng. Những series manga này đáp ứng độc giả là nam giới trưởng thành nên thường chủ yếu theo xu hướng bạo lực, ecchi và cờ bạc.
Tuần san Young Jump có 2 ấn bản đặc biệt, đó là Miracle Jump (phát hành hàng tháng) và Aoharu (không thường xuyên). Tuần san Young Jump cũng có tựa tạp chí anh em là Ultra Jump, Grand Jump (dựng nên từ Super Jump, Business Jump), và Jump X.

## Lịch sử ra đời
Tuần san Young Jump phát hành lần đầu năm 1979 với tên Young Jump (cách điệu YOUNG JUMP) và được thiết kế thiên về chủ đề seinen (hoặc thêm một chút chủ đề người lớn) nhằm hướng tới đối tượng độc giả phổ biến hơn thay vì tuyển tập nhắm đến đối tượng thiếu niên là Tuần san Shōnen Jump. Young trong Tuần san Young Jump là dịch sang Anh ngữ của từ "seinen" nghĩa là "Thanh niên." Năm 2008, manga Rozen Maiden được chuyển từ tạp chí Monthly Comic Birz  sang tạp chí Tuần san Young Jump phát hành. Cũng năm 2008 một ấn bản con tương tự đối trọng với Nguyện san Shōnen Jump là Nguyệt san Young Jump được phát hành. Số đầu tiên ra ngày 1 tháng 5 năm 2008 và số cuối cùng ra ngày 12 tháng 8 năm 2010.

## Đặc điểm

### Series
Hiện nay có 27 tựa manga được đăng thường xuyên trên tạp chí Tuần san Young Jump. Ngoài 27 series này, có 1 series phát hành theo tháng và 3 series không phát hành thường xuyên.
| Tên Series                                                                            | Tác giả                                    | Thời điểm ấn hành |
| ------------------------------------------------------------------------------------- | ------------------------------------------ | ----------------- |
| 87 Clockers (エイティセブンクロッカーズ)                                              | Ninomiya Tomoko                            | tháng 12 năm 2014 |
| Amano-ke Yotsuko wa Ketsuekigata ga Zenin Chigau。 (天野家四つ子は血液型が全員違う。) | Sora Egumi                                 | tháng 7 năm 2015  |
| Boku Girl (ボクガール)                                                                | Sugito Akira                               | tháng 12 năm 2013 |
| Bungo (BUNGO -ブンゴ-)                                                                | Ninomiya Yūji                              | tháng 12 năm 2014 |
| Destroy and Revolution (デストロイ アンド レボリューション)                           | Mori Kōji                                  | tháng 10 năm 2010 |
| Gokukoku no Brynhildr (極黒のブリュンヒルデ)                                          | Okamoto Rin                                | tháng 1 năm 2012  |
| Golden Kamuy (ゴールデンカムイ)                                                       | Noda Satoru, Nakagawa Hiroshi              | tháng 8 năm 2014  |
| Gunjō Senki (群青戦記 グンジョーセンキ)                                               | Kasahara Masaki                            | tháng 8 năm 2013  |
| Himōto! Umaru-chan (干物妹!うまるちゃん)                                              | Sankaku Head                               | tháng 3 năm 2013  |
| Kako to Nise Tantei (カコとニセ探偵)                                                  | Mitsunaga Yasunori                         | tháng 12 năm 2014 |
| Keppeki Danshi! Aoyama-kun (潔癖男子!青山くん)                                        | Sakamoto Taku                              | tháng 1 năm 2015  |
| Kimi wa Midara na Boku no Joō (君は淫らな僕の女王)                                    | Okamoto Rin, Yokoyari Mengo                | tháng 11 năm 2013 |
| Kingdom (キングダム)                                                                  | Hara Yasuhisa                              | tháng 1 năm 2006  |
| Minamoto-kun Monogatari (源君物語)                                                    | Inaba Minori                               | tháng 9 năm 2011  |
| Mogusa-san (もぐささん)                                                               | Ōtake Toshitomo                            | tháng 4 năm 2014  |
| Motoyan (元ヤン)                                                                      | Yamamoto Ryūichirō                         | tháng 5 năm 2015  |
| Premax (プリマックス)                                                                 | Shibata Yokusaru, Aoki Masahiko            | tháng 4 năm 2015  |
| Real (リアル)                                                                         | Inoue Takehiko                             | tháng 10 năm 1999 |
| Riku-dō (リクドウ)                                                                    | Matsubara Toshimitsu                       | tháng 4 năm 2014  |
| Salaryman Kintarō Gojissai (サラリーマン金太郎 五十歳)                                | Motomiya Hiroshi                           | tháng 4 năm 2015  |
| Shiratama-kun (しらたまくん)                                                          | Inaba Sōhē                                 | tháng 7 năm 2014  |
| Terra Formars (テラフォーマーズ)                                                      | Sasuga Yū, Watanabe Ken'ichi               | tháng 9 năm 2011  |
| Tokyo Ghoul: re (東京喰種トーキョーグール:re)                                         | Isida Sui                                  | tháng 10 năm 2014 |
| Usogui (嘘喰い)                                                                       | Sako Toshio                                | tháng 10 năm 2005 |
| Yōkai Shōjo -Monsga- (妖怪少女 -モンスガ-)                                            | Funatsu Kazuki                             | tháng 3 năm 2014  |
| Yokokuhan -The Copycat- (予告犯 -THE COPYCAT-)                                        | Tsutsui Tetsuya, Obata Fumio, Hōshō Ningai | tháng 3 năm 2015  |

## Các series trước
- 81 Diver (ハチワンダイバー?)
- Addicted to Curry (華麗なる食卓?)
- All You Need Is Kill (オール ユー ニード イズ キル?)
- Arcana
- B Gata H Kei (B型H系?)
- Bakamono no Subete (馬鹿者のすべて?)
- Blue Heaven (ブルー ヘヴン?)
- Captain Tsubasa Road to 2002 (キャプテン翼 ROAD TO 2002?)
- Captain Tsubasa: Golden-23 (キャプテン翼 GOLDEN-23?)
- Captain Tsubasa: Kaigai Gekito Hen in Calcio (キャプテン翼 海外激闘編 IN CALCIO?)
- Captain Tsubasa: Kaigai Gekito Hen En La Liga (キャプテン翼 海外激闘編 EN LA LIGA?)
- Colorful (カラフル?)
- Cyclops Shōjo Saipūū (サイクロプス少女さいぷ〜?)
- Demon Fighter Kocho (厄災仔寵?)
- Elfen Lied (エルフェンリート?)
- Gantz (ガンツ?)
- Girl Friend (ガールフレンド?)
- Hamatora (ハマトラ?)
- Hanappe Bazooka (花平バズーカ?)
- Hen (変?)
- Hibi Rock (日々ロック?)
- Hotman (ホットマン?)
- Innocent (イノサン?)
- Inubaka: Crazy for Dogs (いぬばか?)
- Kamen Teacher (仮面ティーチャー?)
- Kamen Teacher Black (仮面ティーチャーBLACK?)
- Kappa no Kaikata (カッパの飼い方?)
- Kirara (きらら?)
- Kōkō Tekken-den Tafu (高校鉄拳伝タフ?)
- Kuni ga Moeru (国が燃える?)
- Mad Bull 34 (マッド★ブル34?)
- MazinSaga (マジンサーガ?)
- Me~teru no Kimochi (め～てるの気持ち?)
- Minna Agechau (みんなあげちゃう?)
- My Dear Marie (ぼくのマリー?)
- Neko Janai mon! (ネコじゃないモン!?)
- Nozomi Witches (のぞみ♡ウィッチィズ?)
- Oku-sama wa Joshi Kōsei (おくさまは女子高生?)
- Osu!! Karate Bu (押忍!!空手部?)
- Papa no Iukoto o Kikinasai!〜Rojō Kansatsu Kenkyū Nisshi〜 (パパのいうことを聞きなさい!〜路上観察研究日誌〜?)
- Rozen Maiden (ローゼンメイデン?)
- Salaryman Kintaro (サラリーマン金太郎?)
- Samurai Gun (サムライガン?)
- Skyhigh (スカイハイ?)
- Skyhigh Karma (スカイハイ・カルマ?)
- Skyhigh shinjō (スカイハイ・新章?)
- Spirit Warrior (孔雀王?)
- Spirit Warrior: Taimaseiden (孔雀王 退魔聖伝?)
- Spirit Warrior: Magarigamiki (孔雀王 曲神紀?)
- Tokyo Ghoul (東京喰種トーキョーグール?)
- Tough (TOUGH -タフ-?)
- Zetman (ゼットマン?)

## Ấn bản đặc biệt

### Miracle Jump
Miracle Jump (ミラクルジャンプ Milakulu Janpu) là một ấn bản spin-off của tạp chí Tuần san Young Jump, phát hành lần đầu vào tháng 1, năm 2013. Đây được coi là ấn bản hồi sinh của tạp chí Monthly Young Jump. Tạp chí này thường đăng các one shot (truyện 1 chương độc lập), ngoại truyện của các series của Tuần san Young Jump, và 1 series đăng thường xuyên chỉ có trên Miracle Jump. Ban đầu, nó được lên kế hoạch phát hành hai tháng một lần cho đến 25, tháng 6, năm 2013. Từ ngày 15, tháng 4, năm 2014, tạp chí đã được đổi thành phiên bản hàng tháng và phát hành đều đặn đến giờ.

#### Các Series trênMiracle Jump
Hiện có 13 tựa manga được đăng thường xuyên trên Miracle Jump.
| Tên Series                                               | Tác giả                                                                  | Thời điểm ấn hành |
| -------------------------------------------------------- | ------------------------------------------------------------------------ | ----------------- |
| Blue Gralia (ブルーグラリア)                             | Iizuka Keita                                                             | tháng 10 năm 2014 |
| Boy Skirt (ボーイスカート)                               | Shinohara Tomohiro                                                       | tháng 11 năm 2014 |
| Girl's Note (ガールズノート)                             | Kujira                                                                   | tháng 6 năm 2014  |
| Godspeed (ゴッドスピード)                                | Takabatake Enaga                                                         | tháng 8 năm 2014  |
| Jasmin (ヤスミーン)                                      | Hata Yui                                                                 | tháng 7 năm 2014  |
| Maōsama Chotto Sore Totte!! (魔王様ちょっとそれとって!!) | Haruno Tomoya                                                            | tháng 9 năm 2011  |
| Mononogatari (もののがたり)                              | Onigunsō                                                                 | tháng 4 năm 2014  |
| Musume no Iede (娘の家出)                                | Shimura Takako                                                           | tháng 12 năm 2014 |
| Nani Shitenno Kamisama (何してんの神様)                  | Shitara Masako                                                           | tháng 8 năm 2014  |
| Ohki Sensei to Kosame-san (大木先生と小鮫さん)           | Furukawa Shiori                                                          | tháng 4 năm 2014  |
| Poseidon no Zaihō (ポセイドンの財宝)                     | Izumi Fukurō, Oka Ryōko                                                  | tháng 10 năm 2014 |
| Retort Pouch! (レトルトパウチ!)                          | Yokoyari Mengo                                                           | tháng 4 năm 2014  |
| Tiger & Bunny (タイガー・アンド・バニー)                 | Sunrise, Nishida Masafumi, Katsura Masakazu, Yoshida Erika, Ueda Hiroshi | tháng 9 năm 2011  |